# Cobar
Cobar ist eine ca. 710 km nordwestlich von Sydney gelegene Kleinstadt im Bundesstaat New South Wales, Australien. Die Stadt war seit den 1860er Jahren geprägt von den Rinder- und Wollfarmen im Umland. In den 1870ern wurde Kupfer entdeckt. Heute ist der wichtigste Arbeitgeber eine Großmine, in der seit 1960 Kupfer abgebaut wird. Außerdem gibt es eine weitere Mine seit 1983, in der Silber und Zink gefördert werden. Zu Hochzeiten gab es noch weitere Minen und die Einwohnerzahl wuchs auf über 10.000 an. 1920 wurde jedoch eine Mine geschlossen und die Einwohnerzahl sank wieder auf 3.369 Einwohner (Stand 2021).
Viele alte Gebäude sind aus den glorreichen Zeiten des späten neunzehnten und frühen zwanzigsten Jahrhunderts erhalten geblieben und geben Cobar ein historisch schönes Stadtzentrum an der Hauptstraße, dem Barrier Highway. Bekannt ist auch das Great Western Hotel aus der Kolonialzeit, sowie das neu eröffnete Cobar Museum, das eine Sammlung über die Geschichte der Minen und der Farmer, aber auch eine Ausstellung über die Aborigines zeigt. 2022 wurde die Cobar Sound Chapel, eine permanente Klanginstallation in der Wüste, mit Klängen des Komponisten Georges Lentz und entworfen vom Architekten Glenn Murcutt, außerhalb der Ortschaft eröffnet. 

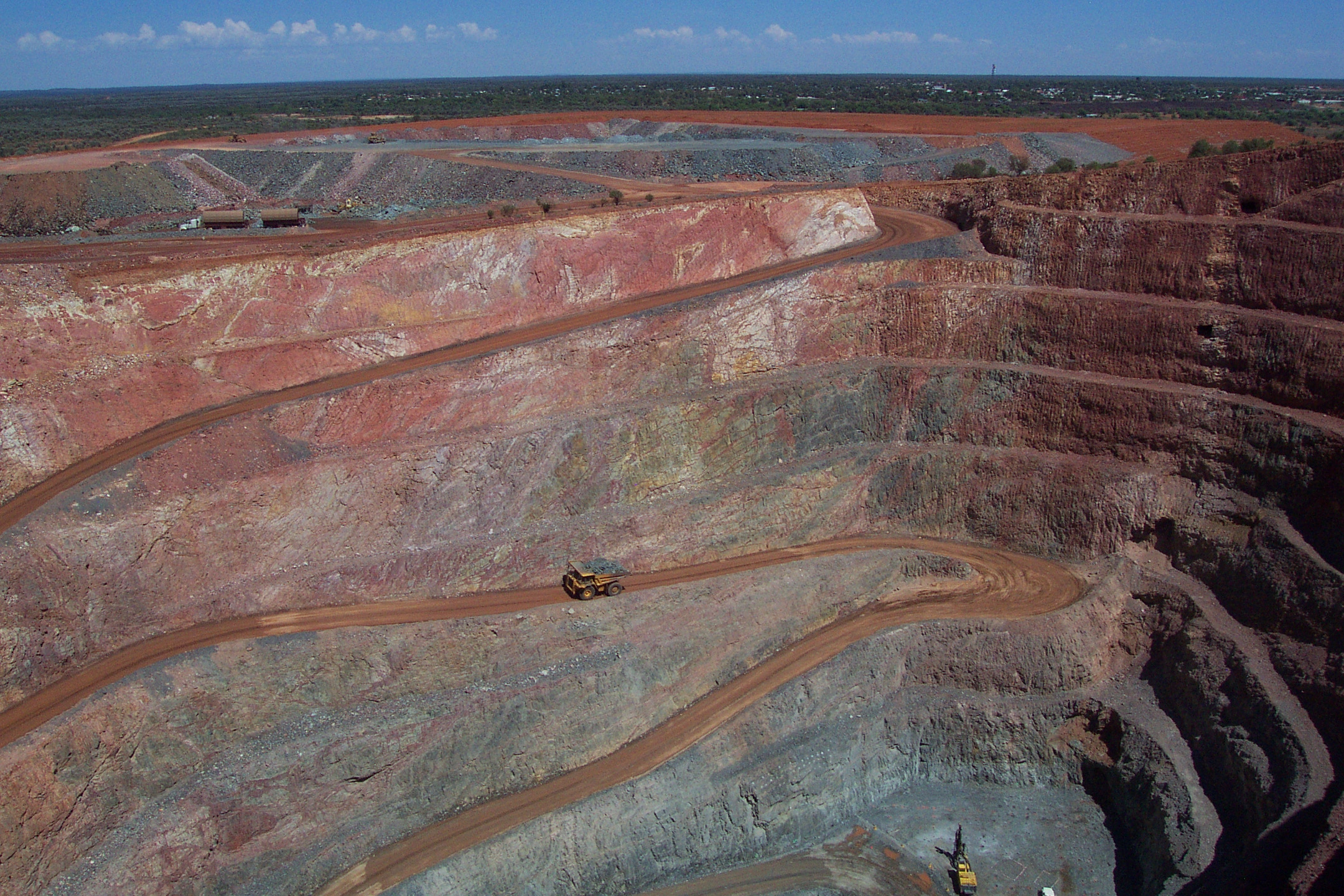
Cobar: Kupfermine im Tagebau

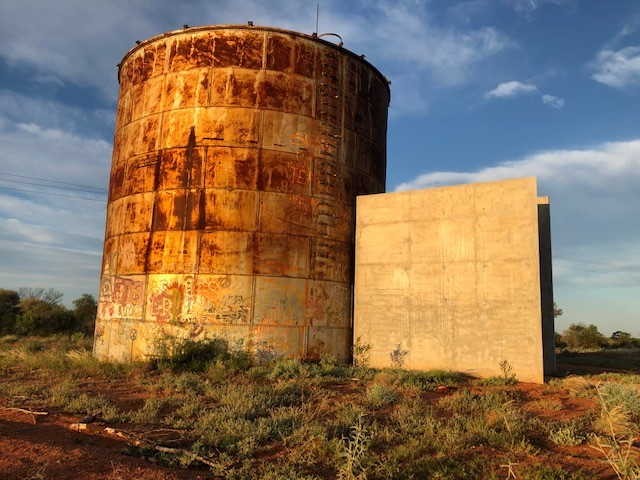
Cobar Sound Chapel, Außenansicht

Cobar besitzt einen kleinen Flughafen und liegt am Barrier Highway. Außerdem ist die Stadt Endbahnhof der Nebenstrecke Dubbo-Nyngan-Cobar. Dieser Bahnhof wird allerdings heute nur noch für den Gütertransport genutzt.
Cobar ist Zentrum und Verwaltungssitz des lokalen Verwaltungsgebiets Cobar Shire.
|                       | Jan  | Feb  | Mär  | Apr  | Mai  | Jun  | Jul  | Aug  | Sep  | Okt  | Nov  | Dez  |   |       |
| Mittl. Tagesmax. (°C) | 33,6 | 33,2 | 29,9 | 24,9 | 19,9 | 16,4 | 15,6 | 17,7 | 21,6 | 25,7 | 29,1 | 32,4 | ⌀ | 25    |
| Mittl. Tagesmin. (°C) | 20,2 | 20,0 | 17,0 | 12,7 | 9,1  | 6,1  | 4,9  | 6,2  | 9,0  | 12,5 | 15,6 | 18,6 | ⌀ | 12,6  |
|                       |      |      |      |      |      |      |      |      |      |      |      |      |   |       |
| Niederschlag (mm)     | 48,7 | 42,9 | 37,3 | 29,1 | 35,9 | 24,3 | 30,5 | 29,6 | 25,0 | 38,2 | 35,3 | 37,1 | Σ | 413,9 |
|                       |      |      |      |      |      |      |      |      |      |      |      |      |   |       |
| Regentage (d)         | 6,2  | 4,5  | 4,9  | 4,5  | 6,6  | 6,4  | 6,8  | 6,6  | 6,0  | 7,2  | 6,0  | 5,1  | Σ | 70,8  |

| 20,2 |

| 20,0 |

| 17,0 |

| 12,7 |

| 9,1 |

| 6,1 |

| 4,9 |

| 6,2 |

| 9,0 |

| 12,5 |

| 15,6 |

| 18,6 |

| 20,2 |

| 20,0 |

| 17,0 |

| 12,7 |

| 9,1 |

| 6,1 |

| 4,9 |

| 6,2 |

| 9,0 |

| 12,5 |

| 15,6 |

| 18,6 |